# Jacques Klöters
Jacobus Raymundus Petrus Gerardus (Jacques) Klöters (Amsterdam, 16 juli 1946) is een Nederlands cabaretier, publicist, programmamaker, neerlandicus en kleinkunstkenner.

## Biografie
Tijdens zijn studie Nederlands aan de Universiteit van Amsterdam was Jacques Klöters in 1967 een van de oprichters van de cabaretgroep Don Quishocking, waarvan hij deel uitmaakte tot 1981. Van 1970 tot 1990 was hij daarnaast leraar dramaturgie aan de Kleinkunstacademie in Amsterdam en medewerker van het Nederlands Theater Instituut. Hij maakte een geschiedschrijving van het Nederlands amusement en een aantal bundels met bekende oude liedjes.
Klöters werkte mee aan programma's van een aantal cabaretiers, zoals Adèle Bloemendaal, Jenny Arean, Karin Bloemen en Lenette van Dongen. Met Gerben Hellinga schreef hij de musical De zoon van Louis Davids (1986), op muziek van Martin van Dijk en met Flip Broekman de toneelbewerking van Ja Zuster, Nee Zuster.
Sinds de jaren tachtig maakt Klöters radio- en televisieprogramma's voor de VARA, NOS, de NPS en de AVRO. Voor zijn documentaireserie Door de nacht klinkt een lied over het amusement tijdens de Tweede Wereldoorlog kreeg hij in 1985 de Zilveren Reissmicrofoon.
Hij is presentator van het radioprogramma De Sandwich. Dit programma was eerst te horen op NPO Radio 2 en sinds september 2010 (elke zondagochtend van 9.00 tot 10.00 en van 11.00 tot 12.00) op NPO Radio 5. Van 10:00 uur tot 11:00 is het programma Andermans Veren. Vanwege dit uitzendschema is de naam van zijn programma De Sandwich. Jacques Klöters werkte mee aan het tv-programma Andermans Veren, waar hij samen met Kick van der Veer de fragmenten koos.

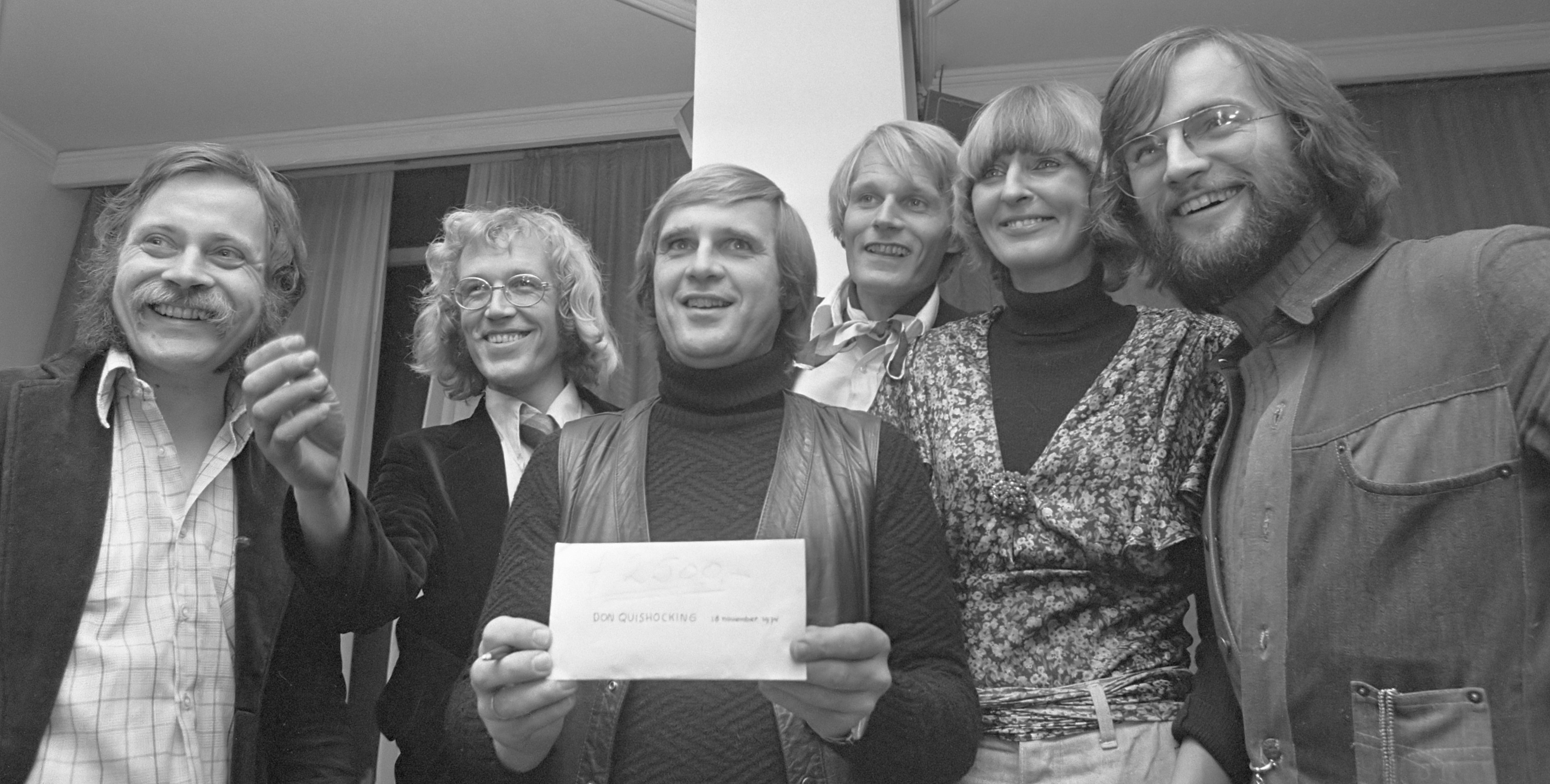
Don Quishocking (1974), Klöters geheel rechts